# Joseph Sweens
Joseph François Marie Sweens M. Afr., né à Bois-le-Duc dans le Brabant-Septentrional le 22 mars 1858 et mort le 12 avril 1950 à Rubyia (en) dans la région des lacs de l'Ouest, est un missionnaire catholique hollandais qui fut vicaire apostolique du vicariat apostolique du Victoria Nyanza méridional, en Afrique orientale allemande, plus tard au Tanganyika, administré par les autorités coloniales de l'Empire britannique.

## Biographie

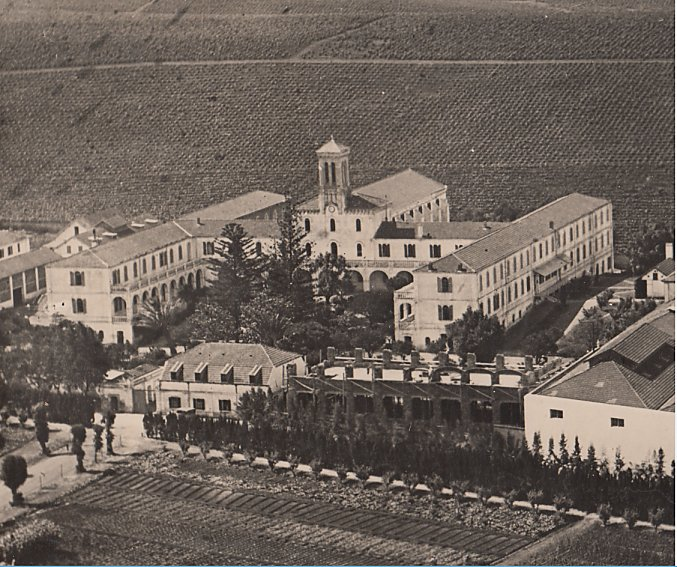
Maison-Carrée.

Joseph Sweens naît à Bois-le-Duc. Il poursuit ses études au séminaire diocésain et il est ordonné prêtre le 3 avril 1882.
Il devient vicaire à la paroisse de Lierop, puis à la paroisse de Vught, où il entend parler de Mgr Lavigerie et de ses missionnaires (les fameux Pères blancs) qu'il décide de rejoindre. Il est admis comme novice en 1889, et devient Père blanc le 22 septembre 1891. 
En 1891, il est nommé directeur des frères coadjuteurs à Maison-Carrée (près d'Alger), où se trouve la Maison-Mère.
Plus tard, il est assigné à la formation des frères coadjuteurs en Europe.

### Missionnaire
In 1901, Joseph Sweens est envoyé au vicariat apostolique d'Unyanyembe dans l'actuel Burundi, jusqu'en 1905. Puis il est nommé visiteur régional des vicariats apostoliques du Victoria Nyanza méridional, du Victoria Nyanza septentrional et d'Unyanyembe.
Il retourne en Europe pour participer en 1906 au chapitre général de la Société des missionnaires d'Afrique (nom officiel des Pères blancs), puis il est nommé supérieur du séminaire missionnaire de Boxtel qui forment les postulants des Pays-Bas.

### Évêque
Joseph Sweens est nommé évêque coadjuteur de Mgr Jean-Joseph Hirth, vicaire apostolique du Victoria Nyanza méridional, le 17 décembre 1909. Quelques jours plus tard, en janvier, il est nommé évêque titulaire (in partibus) de Capsa (de), puis il est sacré évêque dans sa ville natale le 20 janvier 1910 et retourne en avril au Nyanza méridional. Mgr Hirth s'installe dans la vieille mission de Kashozi (Marienberg), laissant Mgr Sweens au séminaire de Rubyia (en). 
Les trois années suivantes, Mgr Sweens visite les différentes stations de mission du cet immense vicariat, traitant de toute sorte d'affaires et représentant le vicariat auprès des autorités coloniales allemandes. 

### Vicaire apostolique
En 1912, les missions du Burundi qui faisaient auparavant partie du vicariat d'Unyanyembe sont réunies aux missions du Rwanda pour former le nouveau vicariat apostolique du Kivu, avec Mgr Hirth à sa tête. Le Nyanza méridional ne consiste plus que dans les régions de Bukoba et de Mwanza, jusqu'au sur du lac Victoria. Le 12 décembre 1912, Mgr Sweens succède à Mgr Hirth en tant que vicaire apostolique du Nyanza méridional. Celui-ci est renommé en vicariat apostolique du Victoria-Nyanza, le 15 janvier 1915.
Le territoire est secoué par les événements de la Première Guerre mondiale. En juin 1915, Mgr Sweens se trouve à l'entrée de l'église de Bukoba, lorsque les troupes britanniques qui assiègent la bourgade envoient une bombe sur le toit de l'édifice. C'est le début de la bataille de Bukoba. La mission est occupée par les Anglais en juin 1916 et Mwanza en juillet 1916. Les combats continuent au sud contre les fameux Askaris de la Schutztruppe jusqu'à l'Armistice de 1918, mais les Britanniques s'emparent du Nyanza méridional dès la mi-1916.
En août 1917, Mgr Sweens ordonne les quatre premiers prêtres indigènes du vicariat à Rubyia. Pendant les années 1920, la discipline se relâche au grand séminaire. De plus Mgr Hirth est constamment en voyage dans les stations de mission de son immense territoire, laissant la direction du séminaire à ses professeurs. Finalement une visite des supérieurs de la Société aboutit au partage du vicariat et à la dissolution du séminaire.
Épuisé par son travail, Mgr Sweens envoie sa démission en 1928, et elle est acceptée la même année. Il quitte sa charge le 15 novembre 1928.
En avril 1929, l'ancien vicariat est partagé en deux entités mieux gérables, le vicariat de Bukoba et celui de Mwanza. Après sa retraite, Mgr Sweens s'installe à Rubyia, jusqu'à sa mort.

## Source
- (en) Cet article est partiellement ou en totalité issu de l’article de Wikipédia en anglais intitulé « Joseph Sweens » (voir la liste des auteurs).